# Neve, cane, piede
(Inizio del capitolo 5)
Neve, cane, piede è un romanzo di Claudio Morandini pubblicato per la prima volta nel 2015. Nel 2016 è risultato vincitore del Premio Procida-Isola di Arturo-Elsa Morante. È tradotto in diversi Paesi del mondo. Nel 2021 viene pubblicata da Bompiani una nuova versione dell'opera, arricchita di nuovi capitoli.

## Trama
Neve, cane, piede è un romanzo di montagna, ambientato in un vallone delle Alpi che d’inverno è ricoperto dalla neve e d’estate resta lontano dagli itinerari turistici. Il protagonista, Adelmo Farandola, è un vecchio scorbutico e smemorato, che la solitudine e l'età hanno reso allucinato: accanto a lui, un cane petulante e chiacchierone gli fa da allegra compagnia, insieme con qualche altro animale selvatico, un giovane guardacaccia e i rumori dell'immensa vallata.
La vita di Adelmo Farandola è scandita dai cambiamenti stagionali, in cui gli inverni sono lunghi e freddi. I due, Adelmo e il cane, non se la passano bene e spesso sono preda dei morsi della fame, costretti come sono a restare chiusi per giorni nella baita con la porta completamente sommersa dalla neve.
Arrivata finalmente la primavera, durante il disgelo i due si imbattono in un piede umano.
Da questa scoperta inizia la confusa indagine su quello che può essere accaduto al cadavere a cui appartiene quel piede, e nasce il sentimento di essere in qualche modo responsabile. E un desiderio incontenibile di fuga.

## Accoglienza
In seguito alla vittoria del concorso "Modus Legendi", nell'ultima settimana di febbraio del 2017 il libro ha raggiunto la 5ª posizione nella narrativa italiana e la 7ª nella narrativa generale della classifica realizzata da Nielsen Bookscan.
Sul numero uscito il 25 maggio 2018 del settimanale Panorama, in un articolo a firma di Michele Lauro intitolato "I 15 romanzi italiani più belli del secolo" figura anche Neve, cane, piede.

## Premi e riconoscimenti
- 2016 - Vincitore del Premio Procida-Isola di Arturo-Elsa Morante[6].
- 2016 - Vincitore del Premio Bookciak, Azione![7].
- 2017 - Vincitore del concorso Modus Legendi[8].
- 2019 - La traduzione inglese vince il Peirene Stevns Translation Prize[9].
- 2021 - La traduzione francese vince il Prix Lire en Poche de littérature traduite[10].
- 2022 - La traduzione inglese è seconda classificata al John Florio Prize.[11]
- 2023 - La traduzione olandese è finalista all'Europese Literatuurprijs.[12]

## Edizioni
- Claudio Morandini, Neve, cane, piede, 1ª ed., Exòrma, 2015,  p. 144, ISBN 978-88-98848-24-9.

- Claudio Morandini, Neve, cane, piede, nuova ed., Bompiani, 2021,  p. 160, ISBN 978-88-301-0669-7.